# Gumi

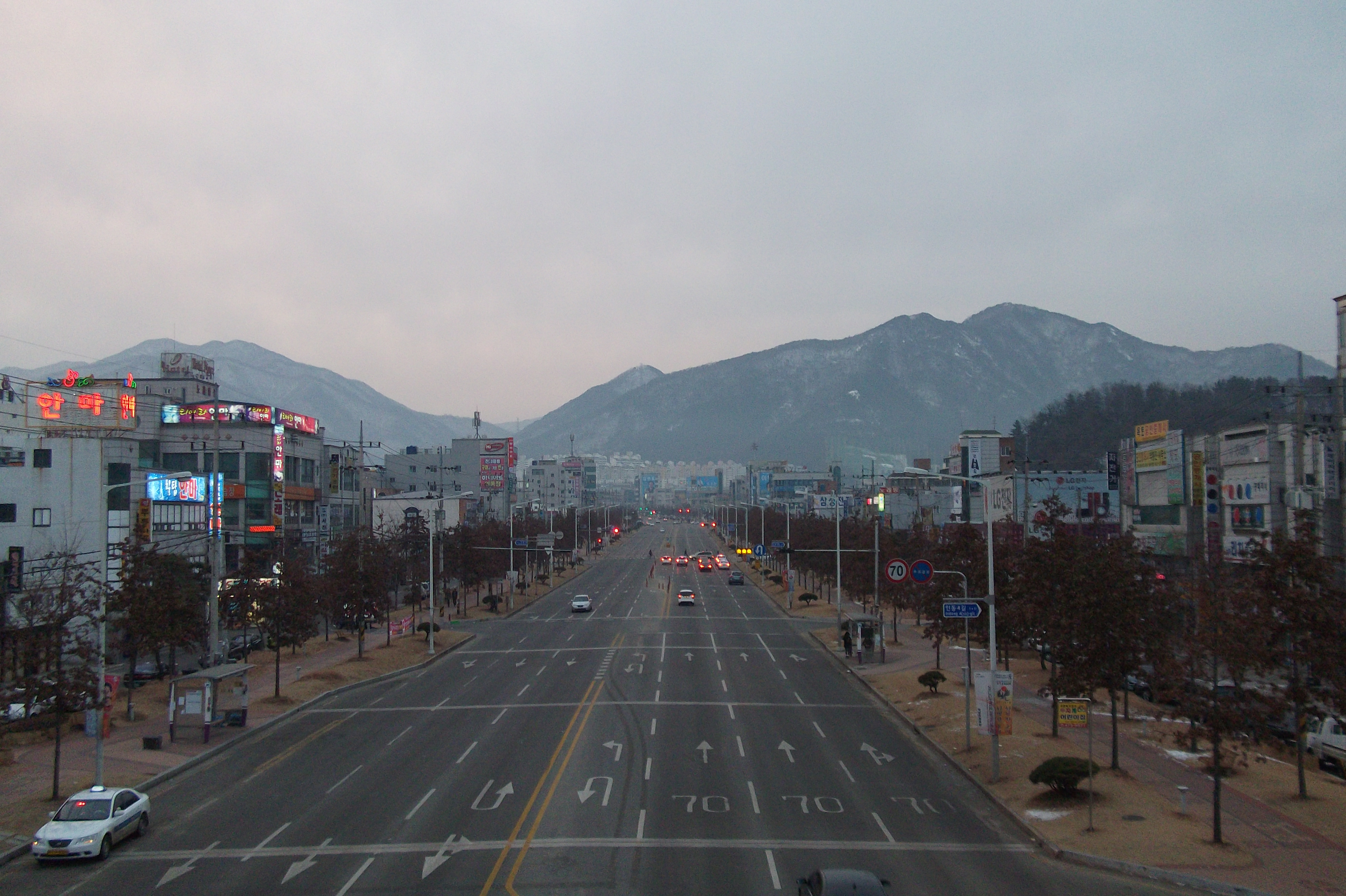

Gumi is een stad in de Zuid-Koreaanse provincie Gyeongsangbuk-do. De stad telt ca. 400.000 inwoners en ligt in het midden van het land.
Park Chung-hee, voormalig president van Zuid-Korea, is geboren in Gumi.

## Geschiedenis
Gumi ontwikkelde zich snel tijdens de jaren '60, waarbij het groeide van een relatief klein, landelijk dorp tot een grote stad. Dit was mogelijk dankzij ontwikkelsgeld van overheidswege.
De stad is nu een industrieel centrum; primaire sectoren zijn elektronica, textiel, glasvezel, rubber, plastic en metaalproducten.

## Demografie[1]
| 2000    | 2005    | 2010    |
| ------- | ------- | ------- |
| 341.550 | 383.786 | 400.642 |

## Stedenbanden
- Jhongli, Taiwan (sinds 1989)
- Otsu, Japan (sinds 1990)
- Bisjkek, Kirgizië (sinds 1991)
- Shenyang, China (sinds 1997)
- Changsha, China (sinds 1998)
- Mexicali, Mexico (sinds 1998)
- Eindhoven, Nederland (sinds 2003)